# Злодеяние телячьей головы
«Злодеяние телячьей головы» (фр. Les méfaits d'une tête de veau, 1899) — французский короткометражный художественный фильм. Фильм с таким названием ставился на студиях Gaumont и Pathé.

## Сюжет
Телячья голова убегает с тарелки мясника на гвоздь. Мясник возвращает её обратно. Тогда голова садится на плечи мясника. Голову же мясника она украшает петрушкой и кладет на блюдо.

## Художественные особенности
Фильм Фернана Зекка является исполненным перед кинокамерой номером из программы в мюзик-холле.

## В ролях
- Фернан Зекка

## Интересные факты
- «Журнал для всех» в то время публиковал сказку в картинках «Нищий и голова теленка», которая, возможно, легла в основу этой комедии.[1]